# Roman Rurua
Roman Vladimirovič Rurua (in georgiano რომან რურუა?; Mukhurcha, 25 novembre 1942) è un ex lottatore sovietico, dal 1991 georgiano, specializzato nella lotta greco-romana.

## Palmarès

### Olimpiadi
- 2 medaglie:
  - 1 oro (Città del Messico 1968 nei 63 kg)
  - 1 argento (Tokyo 1964 nei 63 kg)

### Mondiali
- 4 medaglie:
  - 4 ori (Toledo 1966 nei 63 kg; Bucarest 1967 nei 63 kg; Mar del Plata 1969 nei 62 kg; Edmonton 1970 nei 68 kg)